# Congresso di Erzurum

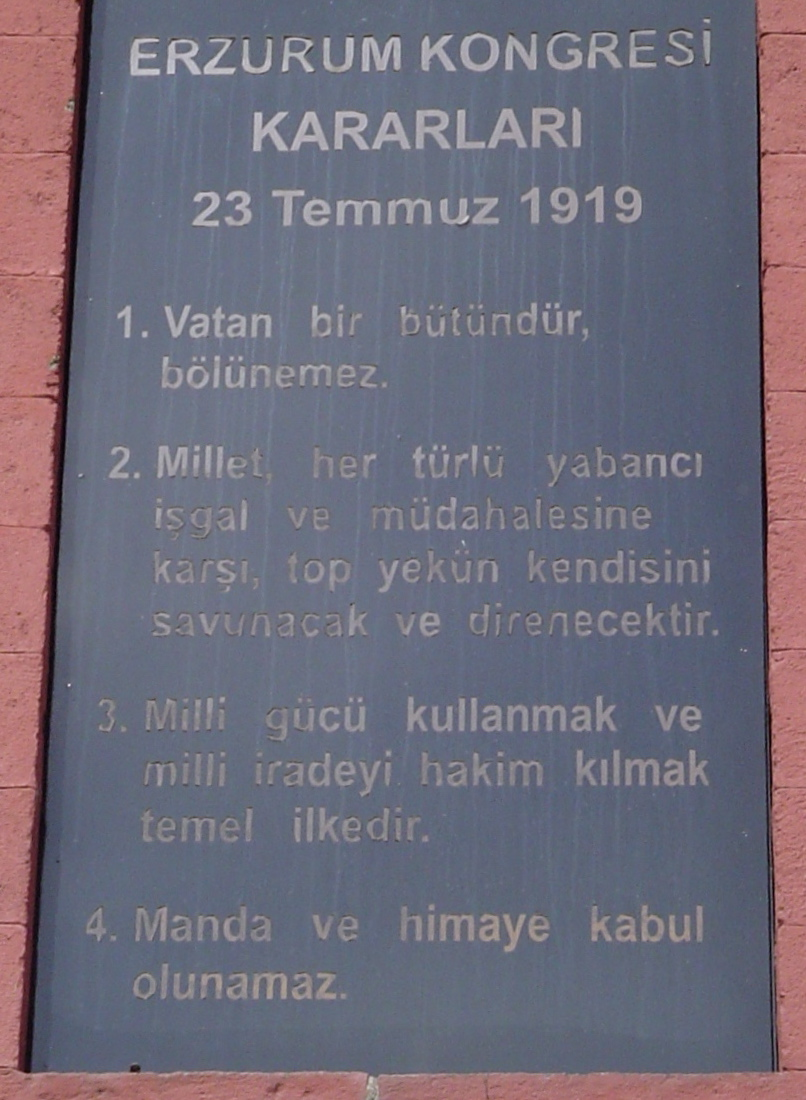
Monumento a Erzurum che riproduce le principali risoluzioni del Congresso di Erzurum.
1) La madrepatria è un tutto e non può essere divisa.
2) La nazione si difenderà e resisterà contro ogni tipo di invasione e intervento straniero.
3) Il principio di base è fare tutto con il potere del popolo della nazione e tenere soprattutto la volontà del popolo.
4) Mandato e patrocinio non possono essere accettati.

Il Congresso di Erzurum (in turco Erzurum Kongresi) fu un'assemblea dei rivoluzionari turchi tenutasi dal 23 luglio al 4 agosto 1919 nella città di Erzurum, nella Turchia orientale, in conformità con la circolare di Amasya precedentemente emanata. Il congresso riunì i delegati di sei province orientali (vilayet) dell'Impero ottomano, molte parti delle quali all'epoca erano sotto l'occupazione alleata. Il congresso svolse un ruolo fondamentale nel plasmare l'identità nazionale della Turchia moderna.

## Contesto

### Armistizio di Mudros
Nei mesi precedenti la fine della prima guerra mondiale, il regime ottomano aveva subito importanti ristrutturazioni. I ministri del governo del Comitato di Unione e Progresso, che gestì il governo ottomano tra il 1913 e il 1918, si erano dimessi dall'incarico ed erano fuggiti dal paese poco dopo. Il successo delle offensive alleate a Salonicco rappresentò una minaccia diretta per la capitale ottomana di Costantinopoli. Mehmed VI nominò Ahmed Izzet Pasha alla posizione di Gran Visir e gli affidò l'incarico di cercare un armistizio con le potenze alleate e porre fine al coinvolgimento ottomano nella guerra. Il 30 ottobre 1918 fu firmato un armistizio tra gli ottomani, rappresentati dal ministro della Marina Rauf Bey, e gli alleati, rappresentati dall'ammiraglio britannico Somerset Gough-Calthorpe. L'armistizio pose fine alla partecipazione ottomana alla guerra e richiese alle forze dell'Impero di ritirarsi, sebbene rimanessero ancora circa un milione di soldati sul campo, con i combattimenti su piccola scala nelle province di frontiera che continuarono fino a novembre.

### Occupazione alleata
I vincitori della prima guerra mondiale iniziarono presto l'occupazione militare e la divisione dell'Impero. Le province di frontiera ottomane in Arabia e Palestina erano già sotto il controllo inglese e francese. Dopo la firma dell'armistizio, le navi da guerra alleate si spostarono nello stretto al largo di Costantinopoli per proteggere i Dardanelli. Nel febbraio 1919, il generale francese Franchet d'Espèrey guidò una forza di occupazione greca in città. La provincia anatolica di Antalya era occupata dagli italiani e l'area della Cilicia e del Vilayet di Adana erano sotto il controllo delle forze francesi che avanzavano dalla Siria. Alla fine del 1918, i gruppi di resistenza regionale stavano già iniziando a formarsi col nome di "Associazioni per la difesa dei diritti" o Mudafaai Hukuk.

### Occupazione greca
La svolta nel Movimento nazionale turco iniziò il 14 maggio 1919 quando le forze di occupazione greche sbarcarono nella città di Smirne, nella provincia di Smirne. La città di Smirne e l'area circostante avevano una considerevole comunità greca. Le forze greche avevano chiarito le loro intenzioni di un'annessione permanente della provincia di Smirne ma incontrarono quasi immediatamente una feroce protesta e resistenza da parte della popolazione turca, molti dei quali avevano ottenuto armi leggere dai depositi locali. La notizia dell'occupazione greca si diffuse rapidamente nell'Impero e alimentò il risentimento turco nei confronti dell'occupazione alleata.

### Mustafa Kemal e la Guerra d'indipendenza turca
Mentre le forze greche stavano cercando di consolidare le loro proprietà a Smirne, un giovane ufficiale militare ottomano di nome Mustafa Kemal (che in seguito sarebbe stato conosciuto come Atatürk) era diretto per il suo incarico di ispettore delle province orientali. Gli fu affidato il compito di mantenere la pace e l'ordine nelle province e di supervisionare lo scioglimento dei reggimenti ottomani rimasti. Il 19 maggio, Kemal arrivò a Samsun, città portuale del Mar Nero. A dispetto degli ordini ottomani, Kemal iniziò a organizzare un movimento di resistenza turco nazionalista, completamente separato dal regime ottomano di Costantinopoli, con l'intento di difendere i territori dell'Anatolia dall'intrusione delle potenze straniere. Il 28 giugno, l'Assistente Alto Commissario britannico a Costantinopoli, il contrammiraglio Richard Webb scrisse una dichiarazione a Sir Richard Graham sullo stato della resistenza turca nell'impero orientale e sul fiorente conflitto greco-turco.
- Richard Webb, Documents on British Foreign Policy, iv, no. 433, Webb a Sir R. Graham, 28 giugno 1919»

### Incontro ad Amasya
Nel giugno 1919, Kemal tenne un incontro segreto con diversi eminenti statisti e leader militari turchi tra cui Ali Fuat Pasha e Hüseyin Rauf (Rauf Orbay) nella città di Amasya. L'incontro di Amasya si tenne in comunicazione a distanza con il generale turco Kâzım Karabekir Pasha, che all'epoca era al comando del 15º corpo d'armata di stanza a Erzurum. L'incontro pose le basi ideologiche per il futuro Movimento nazionale turco e il successivo Congresso di Erzurum. Dopo l'incontro ad Amasya, Kemal inviò un telegramma a molte figure civili e militari turche in cui esponeva le idee espresse dai nazionalisti turchi ad Amasya. Di seguito è riportato il comunicato di apertura della cosiddetta circolare di Amasya
- 1. L'integrità del paese, l'indipendenza della nazione sono in pericolo.
- 2. Il governo centrale non è in grado di adempiere ai doveri di cui è responsabile. Di conseguenza, la nazione è considerata inesistente.
- 3. Solo la volontà e la risoluzione della nazione possono salvare l'indipendenza della nazione.[9]

Nel frattempo, il generale Kâzım Karabekir iniziò a emettere inviti per un raduno di delegati turchi dell'Anatolia orientale da tenere nella città di Erzurum. Kemal continuò a Erzurum il compito di organizzare la riunione dei delegati turchi ma al fine di evitare qualsiasi accusa di tradimento o ribellione contro il sultanato ottomano ancora legittimo si dimise dal suo incarico. Per mantenere una parvenza di legalità, Kemal ottenne il sostegno dell'Associazione per la difesa dei diritti dell'Anatolia orientale, un'associazione per la difesa dei diritti fondata a Erzurum nel marzo 1919 e legalmente registrata e riconosciuta dal vilayet di Erzurum.

## Atti
Il 23 luglio 1919, un congresso di cinquantasei delegati dei vilayet di Bitlis, Erzurum, Sivas, Trabzon e Van si riunì a Erzurum per l'assemblea convocata da Mustafa Kemal e Kâzım Karabekir. Nel primo giorno dei lavori, i delegati elessero Mustafa Kemal presidente del congresso. Il congresso prese una serie di decisioni importanti che dovevano plasmare la futura condotta della guerra d'indipendenza turca. Si riaffermò il desiderio delle province di rimanere all'interno dell'Impero ottomano (piuttosto che essere divise dagli Alleati); si rifiutò di accettare qualsiasi schema di mandato per l'impero né accordare a elementi cristiani come i greci o gli armeni privilegi speciali; si decise di resistere a tali misure, se le avessero attuaue. Il congresso riuscì a redigere la prima versione del Misak-ı Millî o Patto Nazionale. Prima di disperdersi il 17 agosto, il congresso elesse i membri per un "comitato rappresentativo" (heyet-i temsiliye), con a capo Kemal.
Durante la sessione del congresso, il generale Kâzım Karabekir ricevette un ordine diretto dal Sultanato di arrestare Kemal e Rauf per assumere la posizione di Kemal come ispettore generale delle province orientali. Egli sfidò il governo di Costantinopoli e si rifiutò di eseguire l'arresto.
La conferenza si tenne nell'edificio che un tempo ospitava il college Sanasarian, una prestigiosa scuola e un tempo centro regionale di cultura e istruzione armena negli anni precedenti il genocidio armeno.

## Risoluzioni
La composizione delle risoluzioni era la seguente:
- Occorre tutelare l'integrità territoriale e l'indivisibilità della patria. (Manifesto Art. 6: sezione relativa al Regolamento Articolo 3, Articolo i del Regolamento e del Manifesto)
- La nazione resisterebbe all'occupazione e all'inferenza straniera. (Articoli 2 e 3 del Regolamento ; Articoli 3 del Manifesto.)
- Si formerebbe un governo provvisorio se il governo di Costantinopoli non fosse in grado di mantenere l'indipendenza e l'unità della nazione. (Regolamento Articolo 4; Manifesto Articolo 4.)
- L'obiettivo è consolidare le forze nazionali in un fattore dominante e stabilire la volontà della nazione come potere sovrano. (Articolo 3 del Manifesto.)
- La nazione non accetterà lo status di mandato o di protettorato. (Manifesto Articolo 7. )

## Impatto
Il Congresso di Erzurum fu seguito da un congresso a Sivas al quale parteciparono i delegati di tutto l'Impero. Il Congresso di Sivas applicò le idee presentate al Congresso di Erzurum a tutta l'Anatolia e la Rumelia. L'Associazione per la Difesa dei Diritti dell'Anatolia Orientale venne cambiata in Associazione per la Difesa dei Diritti dell'Anatolia e della Rumelia. Il Congresso di Erzurum fu il primo raduno di delegati turchi durante la guerra d'indipendenza turca che portò all'abolizione del sultanato ottomano. Sebbene il congresso di Sivas abbia espresso sostegno al sultano, chiarì l'idea che il governo e il Grand Vizir a Costantinopoli non fossero in grado di proteggere i diritti e il territorio dei cittadini turchi dell'Impero. Il congresso diede un tono al conflitto al nazionalismo turco e svolse un ruolo nella definizione di una nuova identità nazionale turca per l'emergente Repubblica di Turchia.